# Richard Falbr
Richard Falbr (n. 29 septembrie 1940, Chester, Regatul Unit) este un om politic ceh, membru al Parlamentului European în perioada 2004-2009 din partea Cehiei.
1. ↑  Czech National Authority Database, accesat în 23 noiembrie 2019
2. ↑  Encyklopedie ČSSD, accesat în 10 aprilie 2024
3. ↑  Deputații în Parlamentul European
4. ↑  Data Poslanecké sněmovny a Senátu, accesat în 14 ianuarie 2020